# Activités de la vie quotidienne
Pour les articles homonymes, voir AVQ et ADL.
Les activités de la vie quotidienne ou AVQ, activités journalières, ou encore activités élémentaires (en anglais, activities of daily living ou ADL) représentent, dans le milieu de la santé, les activités nécessaires pour prendre soin de son propre corps. Ces activités sont nécessaires à la survie, au bien-être et à la participation sociale. Les activités de base de la vie quotidienne comportent par exemple : se nourrir, se laver, aller aux toilettes (contrôle du rectum et de la vessie), s'habiller, prendre soin de son apparence. Bien qu'on puisse définir les activités de la vie quotidienne, la manière de les réaliser peut varier d'un individu à l'autre.
Le concept d'AVQ a été inventé dans les années 1950 par le Dr. Sidney Katz et son équipe au Benjamin Rose Hospital de Cleveland, et a été revu et complété par d'autres chercheurs depuis lors.
Les professionnels de la santé utilisent souvent le degré de capacité (ou incapacité) d'une personne à accomplir les AVQ comme moyen de mesurer leur état de santé et leur autonomie, particulièrement en ce qui concerne les personnes en situation de handicap et les personnes âgées. Dans le cas de personnes atteintes de cancer, une échelle de performance dans les activités de la vie quotidienne est réalisée afin d'orienter les moyens de traitement proposés et l'indication ou non à la chimiothérapie.
Des moyens auxiliaires et autres adaptations peuvent être utilisés pour améliorer la performance et l'autonomie dans les AVQ.
L' activité physique et sportive y contribue aussi

## AVQ de base
Les auteurs diffèrent sur les tâches précises à lister dans les AVQ de base. Toutefois les AVQ de base incluent généralement :
- Prendre un bain ou une douche afin de se laver,
- L'habillage,
- Se nourrir (sans inclure l'activité cuisine),
- Soins d'hygiène personnelle et d'apparence personnelle,
- Le contrôle des sphincters (fonction de la vessie et excrétion des matières fécales).

L'association américaine des ergothérapeutes (AOTA) identifie 10 AVQ :
- Prendre un bain ou une douche afin de se laver,
- Le contrôle des sphincters (fonction de la vessie et excrétion des matières fécales),
- L'habillage,
- La déglutition, ce qui comporte la mastication et la déglutition,
- Se nourrir (arranger la nourriture sur l'assiette et l'amener à sa bouche),
- La mobilité fonctionnelle (la capacité de se déplacer au quotidien, de faire les transferts, etc.),
- Entretien des moyens auxiliaires et aides techniques (appareils auditifs, lunettes, prothèses, contraceptifs, etc.),
- Soins d'hygiène personnelle et d'apparence personnelle,
- Activité sexuelle,
- Hygiène aux toilettes.

## Évaluation des AVQ
Il existe de nombreux outils d'évaluations des AVQ, telles que l'échelle de Katz (Katz ADL scale), et l'échelle des activités de la vie quotidienne de Bristol (Bristol Activities of Daily Living Scale).